# 동패초등학교
동패초등학교는 대한민국 경기도 파주시에 있는 공립 초등학교이다.

## 학교 연혁
- 2003. 01. 13. 동패초등학교 설립인가
- 2003. 03. 01. 동패초등학교 개교(13학급)
- 2003. 03. 01. 초대 최명길 교장 취임
- 2003. 03. 02. 교훈(참되고 슬기롭게), 교목(은행나무), 교화(장미) 지정
- 2003. 03. 11. 동패초등학교 병설유치원 개원
- 2003. 03. 15. 교표 제정
- 2003. 03. 28. 교기 제작 설치
- 2003. 09. 01. 교가 제정
- 2003. 11. 18. 도서 급지 다급지 지정
- 2004. 02. 19. 제1회 졸업식(남 197, 여 189, 계 386명)
- 2005. 03. 01. 특수학급 설치(1학급)
- 2009. 03. 01-2010. 02. 28. 경기도교육청 지정 '교원평가 선도학교' 시범운영
- 2010. 03. 01-2011. 02. 28. 학부모 자원 봉사제 선도학교 운영
- 2011. 02. 16. 제8회 졸업식(남24, 여43, 계 67명/ 총 졸업생 500명)
- 2011. 03. 01. 제4대 김연수 교장 취임
- 2011. 03. 01. 14학급 편성 (특수학급 1학급 포함)
- 2012. 02. 17. 제9회 졸업식(남30, 여24, 계 54명/ 총 졸업생 554명)
- 2012. 09. 01. 제5대 김근수 교장 취임
- 2013. 02. 15. 제10회 졸업식
- 2013. 03. 01. 13학급 편성 (특수학급 1학급 포함)
- 2013. 09. 01. 혁신학교 지정
- 2014. 02. 14. 제11회 졸업식 (남41, 여29 계 70명/ 총 졸업생 681명)
- 2014. 03. 01. 15학급 편성 (특수학급 1학급 포함)
- 2015. 02. 13. 제12회 졸업식 (남22, 여20 계 42명/ 총 졸업생 723명)
- 2015. 03. 01. 14학급 편성 (특수학급 1학급 포함)